# Bulonjska šuma
Bulonjska šuma (fra: Bois de Boulogne) nalazi se u 16. arondismanu u Parizu, na mjestu gdje rijeka Seine radi krivinu.
Pokrivajući površinu od približno 846 hektara zapadno od Pariza, Bulonjska šuma čini „pluća“ glavnog grada Francuske. Dva i pol puta veća od Central Parka u New Yorku, i 3,3 puta veća od Hyde Parka u Londonu, nalazi se na mjestu nekadašnje šume Ruvre; u samom srcu, smješten je park Bagatelle.
Sjeverni dio šume zauzima zoološki vrt, atraktivan park čuven po svojoj kolekciji životinja. Jugoistočno od šume, posjetitelji mogu vidjeti staklene vrtove.
Bulonjska šuma je poznata i po prisustvu prostitutki i transseksualaca, naročito noću.
Bulonjska šuma je sve što je preostalo od nekadašnje hrastove šume Ruvre, koja se prvi put spominje 717. Hilderik II. dao je zemljište na korištenje moćnom opatu od Saint Denisa, koji je sagradio značajan broj samostana. Filip II. je otkupio najveći dio šume od redovnika, kako bi osnovao lovište na kraljevskom zemljištu. Godine 1256. Izabela od Francuske, sestra Luja IX. Svetoga, ustanovila je Opatiju Longchamp. Bulonjska šuma je nazvana po gradu Boulogne-sur-Mer, u koji je Filip IV. išao na hodočašće.
Bulonjska šuma službeno je pripojena Gradu Parizu 1929., postavši dio 16. arondismana. Ne ubraja se, međutim, u Pariz u užem smislu, jer nije naseljena.